# Miss Rio de Janeiro 2013
Miss Rio de Janeiro 2013 foi a 58ª edição do tradicional concurso de beleza feminino de Miss Rio de Janeiro, válido para a disputa de Miss Brasil 2013, único caminho para o Miss Universo. O concurso é coordenado pela empresária Susana Cardoso e ocorreu na Cidade do Samba, na capital do Estado  com a presença de dezenove (19) candidatas de distintos municípios do Rio.  A detentora do título no ano anterior, Rayanne Morais,  coroou a sucessora no final do evento, sendo esta a represente de Campos dos Goytacazes Orama Valentim Braga Nunes. 

## Resultados

### Colocações
| Posição               | Município e Candidata |
| --------------------- | --- |
| Vencedora             | - Campos dos Goytacazes - Orama Valentim |
| 2º. Lugar             | - Nilópolis - Flávia Santos |
| 3º. Lugar             | - Belford Roxo - Pâmela Esteves |
| 4º. Lugar             | - Nova Iguaçu - Amanda Videira |
| 5º. Lugar             | - Itatiaia - Nathália Duarte |
| Top 10 Semifinalistas | - Cabo Frio - Lisy Martins - Niterói - Amanda Leite - Queimados - Marcela Colombo - Rio de Janeiro - Andreza Santos - São João de Meriti - Juliana Schultz |

### Prêmios Especiais
Foram distribuídos os seguintes prêmios este ano:
| Posição        | Município e Candidata       |
| -------------- | --------------------------- |
| Miss Simpatia  | - São Gonçalo - Ana Zgur    |
| Miss Fotogenia | - Magé - Úrsulla Bednarczuk |

## Candidatas
Disputaram o título este ano: 
| - Barra Mansa - Paolla Ganan - Belford Roxo - Pâmela Esteves - Cabo Frio - Lisy Martins - Campos dos Goytacazes - Orama Valentim - Casimiro de Abreu - Juliana Câmara - Duque de Caxias - Caiane Machado - Itatiaia - Nathália Duarte | - Magé - Úrsulla Bednarczuk - Mesquita - Raíssa Jucá - Nilópolis - Flávia Santos - Niterói - Amanda Leite - Nova Iguaçu - Amanda Videira - Queimados - Marcela Colombo | - Resende - Jaqueline Cascarelli - Rio Claro - Julie Otoni - Rio de Janeiro - Andreza Santos - São Gonçalo - Ana Zgur - São João de Meriti - Juliana Schultz - Volta Redonda - Patrícia Guido |

## Ligações Externas
- Site do Miss Brasil

- Site do Miss Universo (em inglês)